# Виолета Найденович
Виолета Стефания Найденович (на полски: Violetta Stefania Najdenowicz), известна с артистичния си псевдоним Фиолка (Fiolka, в превод означава виолетка, теменужка), е полска поп-певица от български произход.

## Биография
Виолета Найденович е родена в гр. Нова Демба, Полша на 25 декември 1963 г. Майка ѝ е полякиня, баща ѝ е българин. Правнучка е на Александър Найденович, който е сред основоположниците на българската фармация, фармакология и токсикология.
В ранното си детство е с родителите си в България. Тя е на 11 години, когато семейството ѝ се преселва обратно в Полша и научава правилно да говори полски език.
Преди началото на музикалната си кариера работи в музикална програма на 3-ти канал на националното радио.
През 1985 г. дебютира с групата Voo Voo и по-късно със същата група участва в турнета в СССР и Швеция. През 1988 г. основава със Славомир Староста групата Balkan Electrique, която изпълнява електронна музика с елементи на балканския фолклор. Работила е и с редица други групи, както и като индивидуален изпълнител.
Първият ѝ солов албум, озаглавен Fiolka, излиза на 12 март 2001 г. За албума е удостоена с полската музикална награда Fryderyk (2001) в чест на композитора Фредерик Шопен. Записва песни за няколко филма. Приключва музикалната си кариера през 2004 г.
Фиолка е сред най-харесваните и самобитни поп-изпълнителки в Полша. Гласът ѝ се счита за харизматичен, а стилът ѝ и сценичното ѝ присъствие напомнят Бьорк. Част от репертоара ѝ е на български език. Характерна особеност на творческите изяви на Найденович е, че отдава предпочитания на изпълненията на живо, вместо да прави записи и да издава албуми.
През 2015 г. публикува автобиография, последвана от друга книга за нейния живот през 2016 г. Биографичните ѝ книги стават бестселъри в Полша.